# Axel (cantor)
Axel Patricio Fernando Witteveen (Rafael Calzada, 1 de janeiro de 1977), mais conhecido como Axel, é um cantor, compositor e pianista argentino.

## Carreira
Axel começou a ter aulas de piano quando era criança. Alguns anos depois, ele entrou no Conservatório Julian Aguirre. Aos dezessete anos de idade, Axel ganhou um pequeno papel de garçom e pianista num bar em uma novela do Canal 9. Depois, tornou-se pianista em um programa infantil. Em seguida, foi promovido a apresentador do programa. A Sony Music Argentina interessou-se por ele e lhe ofereceu um contrato com a gravadora. Em 1999, lançou o seu primeiro disco, intitulado La Clave para Conquistarte.

## Discografia

### Álbuns de estúdio
- La clave para conquistarte (1999)
- Mi forma de amar (2001)
- Amo (2003)
- Hoy (2005)
- Universo (2008)
- Un nuevo sol (2011)
- Tus ojos, mis ojos (2014)
- Ser (2017)

### Edição especial/Compilação
- De punta a punta: Lo mejor de Axel (2004)
- Hoy CD + DVD (2006)
- Todo mi Universo (2009)
- Grandes éxitos 2005 - 2011 CD + DVD (2014)

### DVD
- Amor por siempre 2008
- DVD Axel en vivo Estadio Vélez 2013
- Tus ojos mis ojos (acústico) 2015